# Racovițeni
Racovițeni – wieś w Rumunii, w okręgu Buzău, w gminie Racovițeni. W 2011 roku liczyła 729 mieszkańców.